# گنگستا رپ
گنگستا رپ (به انگلیسی: Gangsta rap) یکی از سبک‌های موسیقی هیپ هاپ است. در این گونه معمولاً از زد و خورد و درگیری‌های خیابانی و همچنین مفاهیم خلاف عرف جامعه همچون استفاده آزاد از مواد مخدر و تشویق به بی‌اعتنایی به قوانین و دشمنی با پلیس گفته می‌شود.
از خوانندگان مطرح این سبک می‌توان آیس-تی، گروه ان. دابلیو. ای.، دکتر دره، توپاک، و امینم ونوتوریوس بی.آی.جی، اسنوپ داگ، بیگ ال، فیفتی سنت را نام برد.